# Elecciones presidenciales de Estados Unidos de 1984 en California
Las elecciones presidenciales de Estados Unidos en California de 1984 fueron las elecciones presidenciales de Estados Unidos de 1984 en el estado de California. Los californianos votaron por el incumbente republicano, Ronald Reagan, contra el candidato demócrata, y ex senador del estado de Minnesota Walter Mondale.

## Resultados
| Elecciones presidenciales de Estados Unidos en California de 1984 | Elecciones presidenciales de Estados Unidos en California de 1984 | Elecciones presidenciales de Estados Unidos en California de 1984 | Elecciones presidenciales de Estados Unidos en California de 1984 | Elecciones presidenciales de Estados Unidos en California de 1984 | Elecciones presidenciales de Estados Unidos en California de 1984 |
| Partido                                                           | Partido                                                           | Candidato                                                         | Votos                                                             | Porcentaje                                                        | Votos electorales                                                 |
| ----------------------------------------------------------------- | ----------------------------------------------------------------- | ----------------------------------------------------------------- | ----------------------------------------------------------------- | ----------------------------------------------------------------- | ----------------------------------------------------------------- |
|                                                                   | Republicano                                                       | Ronald Reagan (incumbente)                                        | 5,467,009                                                         | 57.51%                                                            | 47                                                                |
|                                                                   | Democrático                                                       | Walter Mondale                                                    | 3,922,519                                                         | 41.27%                                                            | 0                                                                 |
|                                                                   | Libertario                                                        | David Bergland                                                    | 49,951                                                            | 0.53%                                                             | 0                                                                 |
|                                                                   | Independiente Americano                                           | Bob Richards                                                      | 39,265                                                            | 0.41%                                                             | 0                                                                 |
|                                                                   | Paz y Libertad                                                    | Sonia Johnson                                                     | 26,297                                                            | 0.28%                                                             | 0                                                                 |
|                                                                   | Sin partido                                                       | Write-in                                                          | 366                                                               | 0.00%                                                             | 0                                                                 |
|                                                                   | Sin partido                                                       | Dennis L. Serrette (write-in)                                     | 16                                                                | 0.00%                                                             | 0                                                                 |
| Inválido o votos en blanco                                        | Inválido o votos en blanco                                        | Inválido o votos en blanco                                        |                                                                   |                                                                   | —                                                                 |
| Total                                                             | Total                                                             | Total                                                             | 9,505,423                                                         | 100.00%                                                           | 47                                                                |
| Total de votantes                                                 | Total de votantes                                                 | Total de votantes                                                 |                                                                   |                                                                   | —                                                                 |

## Resultado por condados
| Condado         | Reagan | Votes     | Mondale | Votos     | Otros | Votos  |
| --------------- | ------ | --------- | ------- | --------- | ----- | ------ |
| Orange          | 74.70% | 635,013   | 24.27%  | 206,272   | 1.03% | 8,792  |
| Mono            | 72.31% | 2,659     | 26.16%  | 962       | 1.52% | 56     |
| Sutter          | 71.23% | 14,477    | 27.24%  | 5,535     | 1.53% | 311    |
| Inyo            | 70.32% | 5,863     | 28.30%  | 2,360     | 1.38% | 115    |
| Glenn           | 69.74% | 6,020     | 28.82%  | 2,488     | 1.44% | 124    |
| Modoc           | 69.49% | 2,995     | 28.28%  | 1,219     | 2.23% | 96     |
| Ventura         | 68.67% | 151,383   | 30.19%  | 66,550    | 1.15% | 2,529  |
| Colusa          | 65.30% | 3,388     | 33.25%  | 1,725     | 1.45% | 75     |
| San Diego       | 65.30% | 502,344   | 33.41%  | 257,029   | 1.29% | 9,894  |
| Kern            | 65.03% | 94,776    | 34.01%  | 49,567    | 0.96% | 1,401  |
| El Dorado       | 64.93% | 27,583    | 33.69%  | 14,312    | 1.37% | 583    |
| San Bernardino  | 64.80% | 222,071   | 33.98%  | 116,454   | 1.22% | 4,180  |
| Calaveras       | 64.26% | 7,632     | 34.36%  | 4,081     | 1.38% | 164    |
| Kings           | 64.10% | 13,364    | 35.13%  | 7,324     | 0.77% | 160    |
| Tulare          | 63.88% | 51,066    | 35.11%  | 28,065    | 1.02% | 812    |
| San Luis Obispo | 63.72% | 49,035    | 35.02%  | 26,946    | 1.26% | 969    |
| Yuba            | 63.52% | 9,780     | 34.68%  | 5,339     | 1.81% | 278    |
| Riverside       | 63.48% | 182,324   | 35.53%  | 102,043   | 0.99% | 2,835  |
| Butte           | 63.06% | 45,381    | 35.32%  | 25,421    | 1.61% | 1,162  |
| Placer          | 62.94% | 38,035    | 35.24%  | 21,294    | 1.82% | 1,098  |
| Tehama          | 62.78% | 11,586    | 35.37%  | 6,527     | 1.85% | 342    |
| Santa Bárbara   | 62.76% | 89,314    | 36.01%  | 51,243    | 1.24% | 1,763  |
| Nevada          | 62.36% | 19,809    | 35.25%  | 11,198    | 2.40% | 761    |
| Shasta          | 62.19% | 33,041    | 36.32%  | 19,298    | 1.48% | 788    |
| Imperial        | 62.01% | 13,829    | 36.94%  | 8,237     | 1.05% | 235    |
| Amador          | 61.48% | 6,986     | 36.86%  | 4,188     | 1.66% | 189    |
| Mariposa        | 61.20% | 3,989     | 36.81%  | 2,399     | 1.99% | 130    |
| Lassen          | 61.09% | 5,352     | 37.14%  | 3,254     | 1.77% | 155    |
| San Benito      | 60.71% | 5,695     | 37.89%  | 3,554     | 1.40% | 131    |
| Madera          | 60.04% | 13,954    | 38.70%  | 8,994     | 1.26% | 293    |
| Trinity         | 59.71% | 3,544     | 37.37%  | 2,218     | 2.91% | 173    |
| San Joaquin     | 59.61% | 81,795    | 39.24%  | 53,846    | 1.15% | 1,572  |
| Stanislaus      | 59.23% | 55,665    | 39.86%  | 37,459    | 0.92% | 861    |
| Merced          | 58.85% | 24,997    | 40.05%  | 17,012    | 1.10% | 468    |
| Del Norte       | 58.41% | 3,996     | 39.41%  | 2,696     | 2.18% | 149    |
| Siskiyou        | 58.25% | 10,544    | 39.39%  | 7,130     | 2.36% | 427    |
| Tuolumne        | 58.09% | 10,485    | 40.35%  | 7,283     | 1.57% | 283    |
| Napa            | 57.77% | 26,322    | 40.82%  | 18,599    | 1.40% | 640    |
| Monterey        | 57.16% | 55,710    | 41.79%  | 40,733    | 1.05% | 1,027  |
| Sierra          | 56.86% | 1,078     | 41.19%  | 781       | 1.95% | 37     |
| Alpine          | 56.65% | 264       | 41.63%  | 194       | 1.72% | 8      |
| Plumas          | 56.61% | 5,224     | 41.58%  | 3,837     | 1.81% | 167    |
| Sacramento      | 55.56% | 204,922   | 43.14%  | 159,128   | 1.30% | 4,791  |
| Lake            | 54.83% | 10,874    | 43.61%  | 8,648     | 1.56% | 309    |
| Santa Clara     | 54.81% | 288,638   | 43.65%  | 229,865   | 1.54% | 8,136  |
| Solano          | 54.51% | 51,678    | 44.29%  | 41,982    | 1.20% | 1,138  |
| Los Angeles     | 54.50% | 1,424,113 | 44.35%  | 1,158,912 | 1.14% | 29,889 |
| Contra Costa    | 54.48% | 172,331   | 44.57%  | 140,994   | 0.95% | 2,993  |
| Fresno          | 54.30% | 104,757   | 44.74%  | 86,315    | 0.97% | 1,864  |
| Mendocino       | 52.09% | 16,369    | 45.85%  | 14,407    | 2.06% | 646    |
| San Mateo       | 51.87% | 135,185   | 46.91%  | 122,268   | 1.22% | 3,178  |
| Humboldt        | 51.64% | 27,832    | 46.79%  | 25,217    | 1.56% | 842    |
| Sonoma          | 51.08% | 76,447    | 47.64%  | 71,295    | 1.28% | 1,915  |
| Marin           | 49.02% | 56,887    | 49.58%  | 57,533    | 1.40% | 1,630  |
| Yolo            | 47.84% | 24,329    | 50.89%  | 25,879    | 1.27% | 645    |
| Santa Cruz      | 45.20% | 41,652    | 53.27%  | 49,091    | 1.52% | 1,404  |
| Alameda         | 40.01% | 192,408   | 58.65%  | 282,041   | 1.34% | 6,425  |
| San Francisco   | 31.44% | 90,219    | 67.35%  | 193,278   | 1.21% | 3,475  |